# اوروتیوپرول
اوروتیوپرول یک نمک حاوی طلا است که به عنوان یک عامل ضد روماتیسم استفاده می‌شود.